# Ville-du-Pont
Ville-du-Pont korábbi község (település) Franciaországban, Doubs megyében. 2025. január 1-jén Hauterive-la-Fresse, La Longeville, Montbenoît és Montflovin községgel egyesült és Pays-de-Montbenoît új község része lett.
Lakosainak száma 326 fő (2022. január 1.). Ville-du-Pont Les Combes, Grand’Combe-Châteleu és Les Gras községekkel határos.

## Népesség
A település népessége az elmúlt években az alábbi módon változott:
| Lakosok száma | 300  | 239  | 246  | 262  | 301  | 307  | 315  | 336  | 333  | 326  |
|               | 1968 | 1982 | 1990 | 2006 | 2013 | 2015 | 2017 | 2019 | 2020 | 2022 |